# Joey Jordison

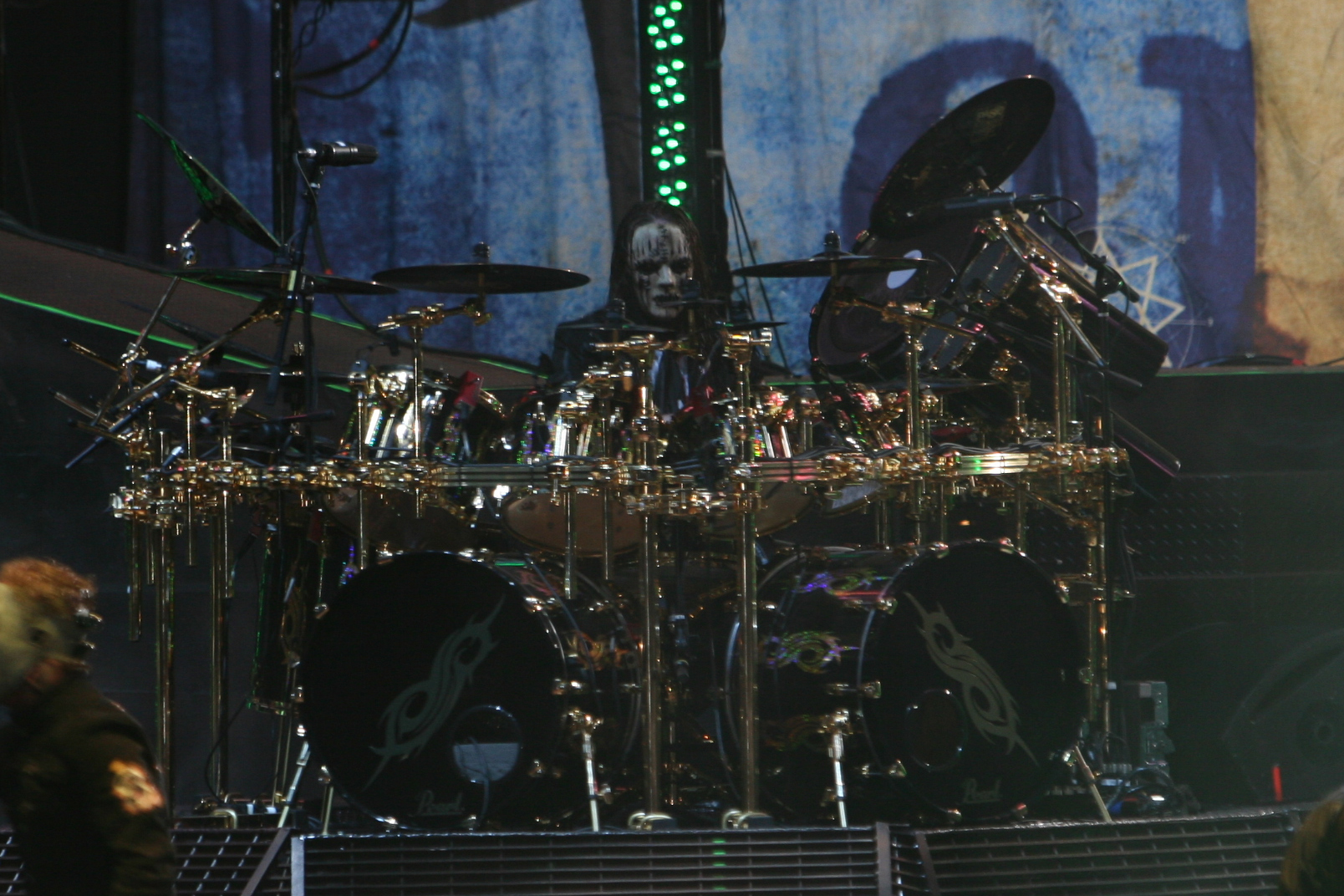
Joey Jordison med Slipknot 2008.

Joey Jordison, egentligen Nathan Jonas Jordison, född 26 april 1975 i Des Moines, Iowa, död 26 juli 2021, var en amerikansk musiker. 
Han spelade trummor i det amerikanska metalbandet Slipknot fram till avhoppet i december 2013. På konserter använde han sig av en vit japansk "kabuki"-mask som han sedan färglade med svart och röd färg. Han spelade även gitarr i horrorpunkbandet Murderdolls. Jordison har turnerat som trummis i bandet Korn och spelat med Rob Zombie. 
I augusti 2010 röstades Joey Jordison fram som världens bästa trummis av Rhythm Magazines läsare. År 2013  startade han en ny grupp som heter Scar the Martyr.
Den 26 juli 2021 avled Jordison, 46 år gammal.

## Diskografi
Med Modifidious
- 1993: Drown
- 1993: Submitting to Detriment
- 1993: Visceral
- 1994: Mud Fuchia
- 1994: Sprawl

Med The Have Nots
- 1996: Forgetting Yesterday and Beating You with Kindness

Med Slipknot
- 1996: Mate. Feed. Kill. Repeat.
- 1998: Slipknot (demo)
- 1999: Slipknot
- 1999: Welcome To Our Neighborhood
- 2001: Iowa
- 2002: Disasterpieces
- 2004: Vol. 3: (The Subliminal Verses)
- 2005: 9.0 Live
- 2006: Voliminal: Inside the Nine
- 2008: All Hope Is Gone
- 2010: (sic)nesses
- 2012: Antennas to Hell

Med Murderdolls
- 2002: Right to Remain Violent (EP)
- 2002: Beyond the Valley of the Murderdolls
- 2010: Women and Children Last

Med Roadrunner United
- 2005: The All-Star Sessions
- 2008: The Concert

Med The Rejects
- 2012: Love Songs for People Who Hate
- 2014: Strung Out, Pissed Off and Ready To Die

Med Scar the Martyr
- 2013: Revolver (EP)
- 2013: Metal Hammer (EP)
- 2013: Scar the Martyr

Med Sinsaenum
- 2016: Sinsaenum (EP)
- 2016: A Taste of Sin (EP)
- 2016: Echoes of the Tortured
- 2017: Ashes (EP)
- 2018: Repulsion for Humanity